# Поколение 27 года

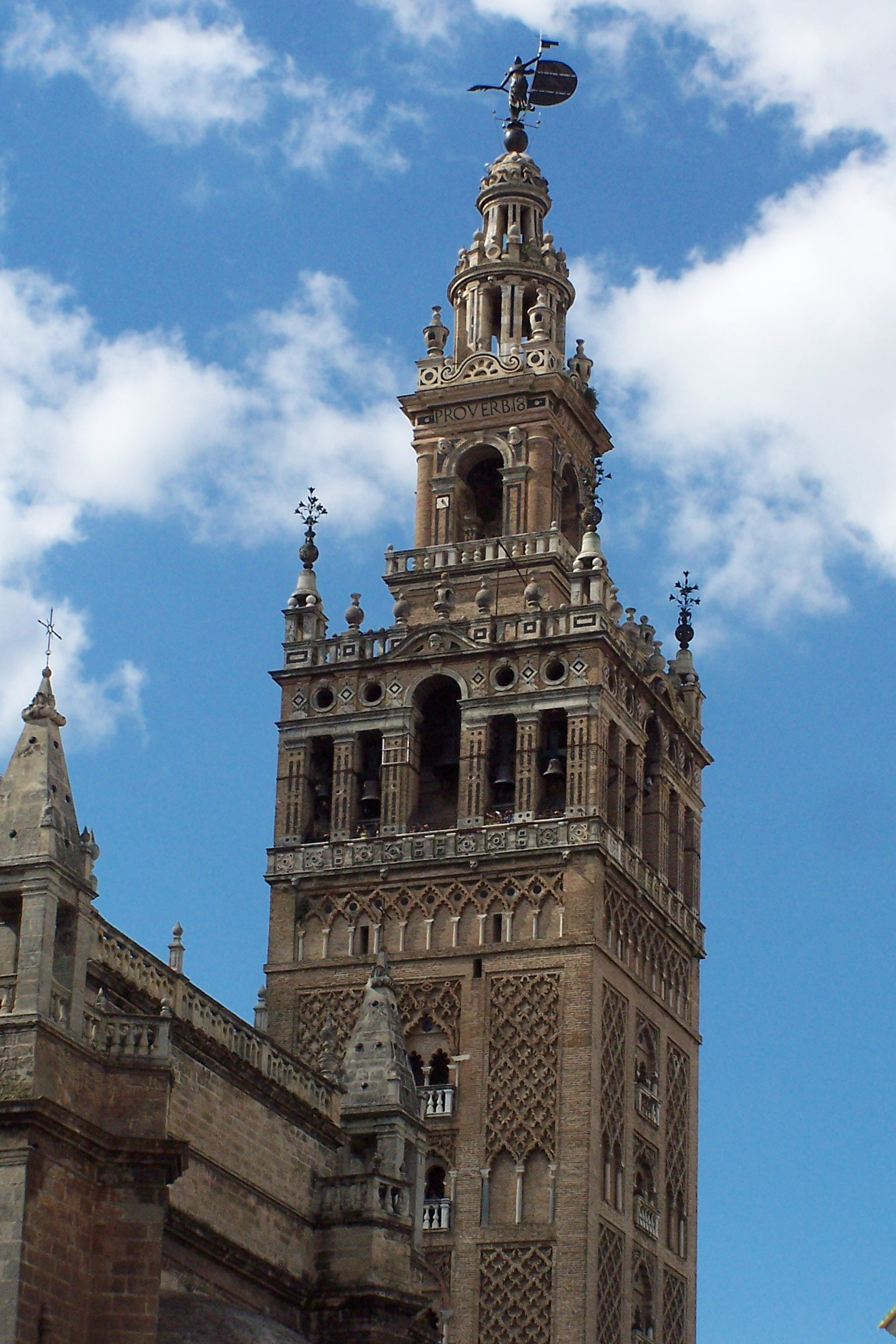
Хиральда, символ Севильи

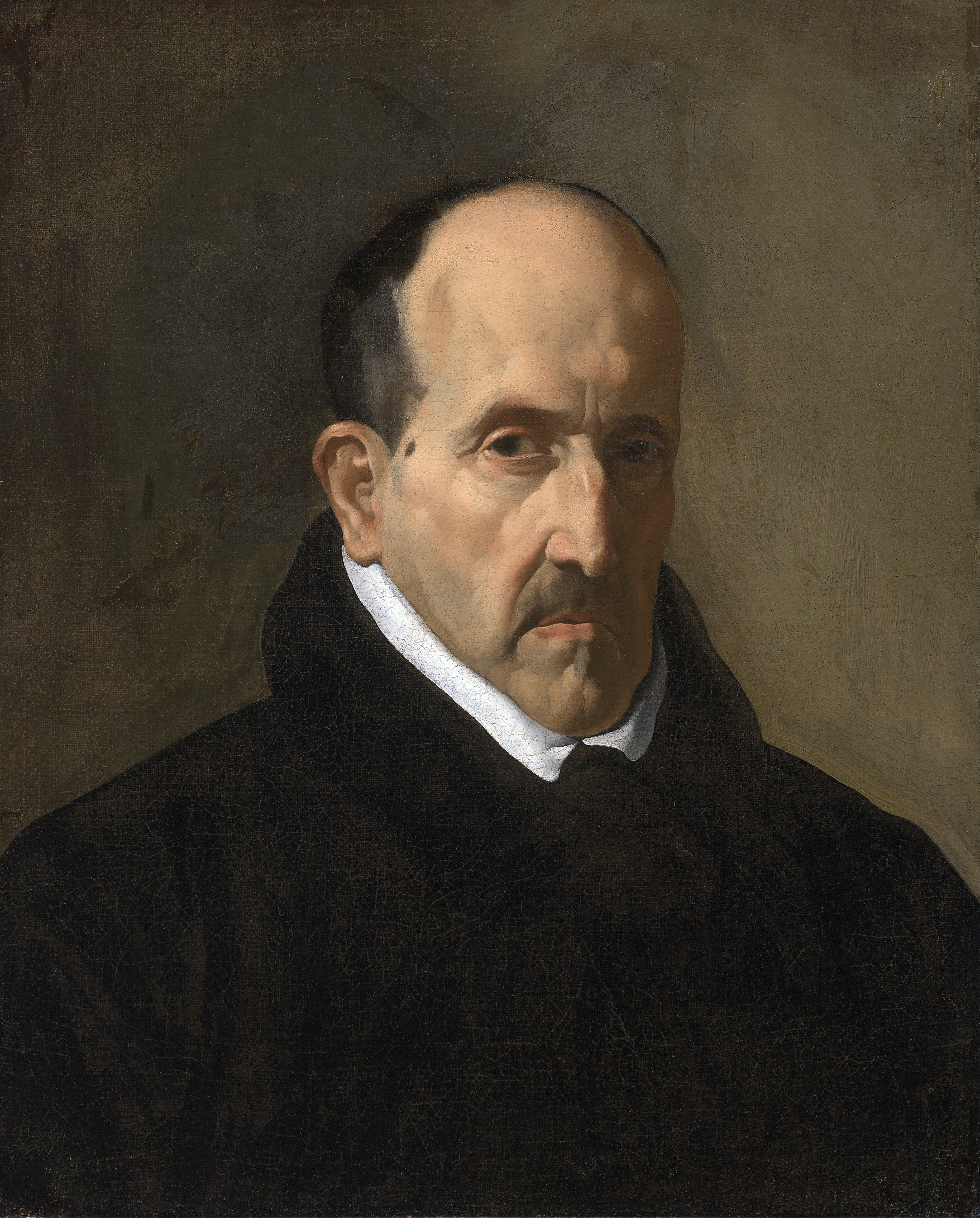
Луис де Гонгора, портрет работы Веласкеса

Поколение 27 года (исп. Generación del 27) — группа испанских писателей, художников, музыкантов, заявившая о себе серией публичных выступлений (лекций, чтений и др.) в ходе празднования 300-летия со дня смерти Луиса де Гонгоры в 1927 году. Праздник был организован в Севилье популярным тореадором Игна́сио Са́нчесом Мехи́асом. Группу ещё называют «поколением 25 года», «поколением диктатуры», «поколением Республики», «поколением Лорки—Гильена».

## Представители
Из членов группы наиболее известны:
- Висенте Алейсандре
- Дамасо Алонсо
- Рафаэль Альберти
- Родольфо Альфтер (1900—1987) — композитор
- Эрнесто Альфтер (1905—1989) — композитор
- Сезар Арконада — писатель и поэт
- Хосе Бергамин
- Луис Бунюэль
- Оскар Домингес — художник и скульптор
- Федерико Гарсиа Лорка
- Роберто Герхард
- Хорхе Гильен
- Рамон Гомес де ла Серна
- Сальвадор Дали
- Херардо Диего (1896—1987) — поэт
- Маруха Мальо
- Федерико Момпоу
- Хосе Морено Вилья (1887—1955) — поэт и художник
- Педро Салинас
- Луис Сернуда
- Леон Фелипе
- Мигель Эрнандес
- Алехандро Касона

На ранних этапах творчества к группе были близки Пабло Неруда, Висенте Уидобро, Хорхе Луис Борхес.

## Издания
Поэтическим манифестом группы стала антология «Испанская поэзия, 1915—1931», изданная в 1932 Херардо Диего. Члены группы публиковались в журналах «Крус и Райя» (исп. Cruz y Raya), «Литораль» (исп. Litoral), «Ревиста де Оксиденте» (исп. Revista de Occidente) и др.

## Литературная позиция
Творчество членов группы — попытка ещё раз соединить ученую и народную традиции испанской лирики (четвертью века раньше эту задачу решало для себя «Поколение 98 года»). Вместе с тем, члены в группы стремились ввести в испанскую словесность и культуру находки европейского авангарда (футуризм, кубизм, сюрреализм). Ряд поэтов (Гильен, Салинас) эволюционировали при этом в сторону «чистой лирики», принципы которой развивал Поль Валери. Из членов группы вышли крупные филологи-испанисты (Дамасо Алонсо). В ходе гражданской войны большинство членов группы встали на сторону Республики, обратились к социальной поэзии, жанру народного романса, форме агитационной листовки (Альберти, Алейсандре, Эрнандес и др.). Переломным событием для поколения стала гибель Лорки (1936). После поражения республиканцев многие члены группы эмигрировали, некоторые умерли в изгнании.

## Антологии
- Poetas españoles de la Generación del 27. T.1/2. La Habana: Editorial Arte y Literatura, 1977
- Antología de los poetas del 27/ Sel. e introd. de José Luis Cano. Madrid : Espasa-Calpe, 1984
- Poesía de la generación del 27: antología crítica comentada/ Ed. Víctor de Lama. Madrid: EDAF, 1997